# Крупняков Олексій Ігорович
Олексій Крупняков (рос. Алексей Игоревич Крупняков; нар. 28 травня 1978, Калінінград, РРФСР) — російський і киргизький борець вільного стилю і професійний боєць змішаного стилю, бронзовий призер чемпіонату світу, переможець і дворазовий срібний призер чемпіонатів Азії, срібний та бронзовий призер Азійських ігор, срібний призер Кубку світу, учасник двох Олімпійських ігор. Заслужений майстер спорту Киргизстану з вільної боротьби.

## Біографія
Народився в Калінінграді. Боротьбою почав займатися з 1986 року. На початку своєї спортивної кар'єри виступав за збірну Росії. У її складі ставав віце-чемпіоном світу 1996 року серед юніорів, чемпіоном Європи 1998 року серед юніорів. У складі першої збірної Росії став срібним призером Кубку світу 1998 року. З 2002 року виступає за збірну Киргизстану. У її складі у 2005 році здобув першу для цієї країни за десять років медаль світової першості з вільної боротьби.
У 2010 році на Азійських іграх в Гуанчжоу Крупняков не пройшов допінг-контроль і був відсторонений від офіційних змагань на 2 роки. Під час дискваліфікації з вільної боротьби почав виступи у боях мішаного стилю. Провів п'ять поєдинків, у всіх переміг. Брав участь також у змаганнях із самбо. Кандидат в майстри спорту з цього виду спорту
Працює викладачем кафедри фізичної підготовки Калінінградського юридичного інституту МВС Росії.
Батько, Ігор Крупняков — чемпіон світу з вільної боротьби серед ветеранів.

## Виступи на Олімпіадах
| Змагання                    | Збірна     | Вагова категорія          | Місце |
| --------------------------- | ---------- | ------------------------- | ----- |
| Літні Олімпійські ігри 2004 | Киргизстан | вільна боротьба, до 96 кг | 15    |
| Літні Олімпійські ігри 2008 | Киргизстан | вільна боротьба, до 96 кг | 15    |

### Виступи на Чемпіонатах світу
| Змагання                        | Збірна     | Вагова категорія          | Місце  |
| ------------------------------- | ---------- | ------------------------- | ------ |
| Чемпіонат світу з боротьби 2005 | Киргизстан | вільна боротьба, до 96 кг | Бронза |
| Чемпіонат світу з боротьби 2006 | Киргизстан | вільна боротьба, до 96 кг | 7      |
| Чемпіонат світу з боротьби 2007 | Киргизстан | вільна боротьба, до 96 кг | 5      |
| Чемпіонат світу з боротьби 2013 | Киргизстан | вільна боротьба, до 96 кг | 5      |

### Виступи на Чемпіонатах Азії
| Змагання                       | Збірна     | Вагова категорія          | Місце  |
| ------------------------------ | ---------- | ------------------------- | ------ |
| Чемпіонат Азії з боротьби 2003 | Киргизстан | вільна боротьба, до 96 кг | 10     |
| Чемпіонат Азії з боротьби 2004 | Киргизстан | вільна боротьба, до 96 кг | Срібло |
| Чемпіонат Азії з боротьби 2006 | Киргизстан | вільна боротьба, до 96 кг | Срібло |
| Чемпіонат Азії з боротьби 2007 | Киргизстан | вільна боротьба, до 96 кг | Золото |

### Виступи на Азійських іграх
| Змагання           | Збірна     | Вагова категорія          | Місце  |
| ------------------ | ---------- | ------------------------- | ------ |
| Азійські ігри 2002 | Киргизстан | вільна боротьба, до 96 кг | Срібло |
| Азійські ігри 2006 | Киргизстан | вільна боротьба, до 96 кг | Бронза |

### Виступи на Кубках світу
| Змагання                    | Збірна | Вагова категорія          | Місце  |
| --------------------------- | ------ | ------------------------- | ------ |
| Кубок світу з боротьби 1998 | Росія  | вільна боротьба, до 85 кг | Срібло |

### Виступи на інших змаганнях
| Змагання                                                         | Збірна     | Вагова категорія           | Місце  |
| ---------------------------------------------------------------- | ---------- | -------------------------- | ------ |
| Олімпійський кваліфікаційний турнір з боротьби 2004 (Братислава) | Киргизстан | вільна боротьба, до 96 кг  | 18     |
| Олімпійський кваліфікаційний турнір з боротьби 2004 (Софія)      | Киргизстан | вільна боротьба, до 96 кг  | Золото |
| Гран-прі Німеччини з боротьби 2004                               | Киргизстан | вільна боротьба, до 96 кг  | Золото |
| Гран-прі Німеччини з боротьби 2007                               | Киргизстан | вільна боротьба, до 96 кг  | Срібло |
| Гран-прі Німеччини з боротьби 2008                               | Киргизстан | вільна боротьба, до 96 кг  | Золото |
| Меморіал Вацлава Циолковського 2013                              | Киргизстан | вільна боротьба, до 120 кг | Бронза |
| Меморіал Вацлава Циолковського 2015                              | Киргизстан | вільна боротьба, до 97 кг  | 5      |
| Олімпійський кваліфікаційний турнір з боротьби 2016 (Стамбул)    | Киргизстан | вільна боротьба, до 125 кг | 5      |

## Курйози
На Пекінській Олімпіаді 2008 року Олексій Крупняков був єдиним етнічним росіянином у змаганнях з вільної боротьби серед чоловіків, але представляв при цьому Киргизстан.